# 여자가 세상을 바꾼다 - 원더우먼
《여자가 세상을 바꾼다 - 원더우먼》은 대한민국의 지상파 방송인 문화방송에서 금요일 저녁 6시 50분부터 방송되는 시사교양 프로그램이다.

## MC 소개
- 홍은희
- 홍지민
- 현영
- 유채영
- 이채영
- 민아(가수 걸스데이)